# Himamaylan
Himamaylan liegt im Zentrum des Küstenstreifens der Provinz Negros Occidental auf der Insel Negros. Sie wird in der dritten Einkommensklasse der Städte der Philippinen eingestuft. Sie liegt 83 km südlich der Provinzhauptstadt Bacolod City und ist in gut zwei Stunden Fahrzeit von dort aus erreichbar. Eine bedeutende Bildungseinrichtung in der Gemeinde ist der Campus der West Visayas State University.

## Geographie
Im Westen grenzt die Stadt an den Golf von Panay an, im Norden an die Gemeinde Binalbagan, im Süden an die Stadt Kabankalan City und im Osten grenzt sie an die Provinz Negros Oriental. Die Stadt hat 106.880 Einwohner, die sich auf insgesamt 19 Barangays wohnen. Sie erstreckt sich auf einer Fläche von 36.704 Hektar und wird als teilweise Urban klassifiziert. Die Stadt Himamaylan hat einen natürlichen Tiefwasserhafen, dieser wird von vielen Fähren angelaufen.

## Geschichte
Die Siedlung Himamaylan wurde von den Spaniern gegründet und war einst die erste Provinzhauptstadt von Negros Occidental, 1795 wurde eine Militärgarnison durch die Spanier eingerichtet. Eine Großstadt wurde Himamaylan erst am 5. März 2001, Grundlage hierzu war der Republik Act 9028, den die damalige Präsidentin der Philippinen, Gloria Arroyo unterzeichnete.

## Sehenswürdigkeiten
Bekanntester Sohn der Stadt ist der General Pascual Ledesma Y Villasis zu dessen Ehren ein Denkmal im Gatuslao Park errichtet wurde.
Die spanische Festung (Spanish Kota) in Himamaylan erinnert an die Zeit als die Stadt Gouverneurssitz von 1795 bis 1849 war. Der Buenavista Heroes Park wurde zu Ehren der Widerstandskämpfer gegen die japanische Besatzung im Zweiten Weltkrieg errichtet. Das Ilog-Hilabangan Watershed Forest Reserve liegt im Inland der Großstadt.

## Barangays
| - Aguisan - Buenavista - Cabadiangan - Cabanbanan - Carabalan - Caradio-an - Libacao | - Mambagaton - Nabali-an - Mahalang - San Antonio - Sara-et - Su-ay | - Talaban - To-oy - Barangay I (Pob.) - Barangay II (Pob.) - Barangay III (Pob.) - Barangay IV (Pob.) |

## Quelle
- Himamaylan City auf Inside Negros
- Himamaylan City auf der webseite der Provinz Negros Occidental